# Sahim Omar Kalifa
Sahim Omar Kalifa (arabe : سهيم عمر خليفة), né en 1980 à Zakho (province de Dahuk, Irak), est un réalisateur et scénariste kurdo-irakien naturalisé belge.

## Biographie
Kalifa est né au Kurdistan irakien, mais s'est réfugié en Belgique en 2001. Sa famille avait émigré en Belgique plusieurs années auparavant. Il a traversé la frontière clandestinement, caché dans la soute d'un camion. À son arrivée, il a d'abord été placé dans un centre d'accueil pour réfugiés à Liège, mais après deux mois, il a été autorisé à rejoindre sa famille à Louvain.
En 2008, Kalifa a obtenu son diplôme de réalisateur de films à l'école Saint-Luc de Bruxelles. Son projet de fin d'études, le court métrage Nan est présenté au Festival international du court métrage de Louvain. Ses courts métrages suivants, Baghdad Messi, Bad Hunter et Land of the Heroes, ont également reçu de multiples récompenses, dans divers festivals de films à travers le monde. Au Festival du film de Gand 2017, il présente son premier long métrage, intitulé Zagros (nl), qui reçoit le Grand Prix du festival.

## Filmographie

### Courts métrages
- 2008 : Nan
- 2011 : Land of the Heroes
- 2012 : Baghdad Messi
- 2013 : Bad Hunter

### Longs métrages
- 2017 : Zagros (nl)
- 2023 : Baghdad Messi